# 朝海ルナ
朝海 ルナ（あさみ ルナ、Luna Asami、1996年8月31日-）は、日本のディスクジョッキー、神奈川県鎌倉市出身、FM BIRD所属。2024年9月24日の放送を最後に、ZIP-FMのナビゲーター及びラジオDJを卒業した。

## 出演
FMヨコハマ
- Sunday Good Vibes!!（2021年4月 - ）

J-WAVE
- TAKRAM RADIO（2021年1月 - 2022年9月） - ナレーション
- ZAPPA（2018年4月 - 2019年12月） - コーリア留奈名義

ZIP-FM
- OVER VIEW（2023年4月3日 - 2024年9月24日） - 月・火曜担当、コーリア留奈名義